# Seznam osebnosti iz Občine Vitanje
Seznam osebnosti iz Občine Vitanje vsebuje osebnosti, ki so se tu rodile, delovale ali umrle.
Občina Vitanje ima 8 naselij: Brezen, Hudinja, Ljubnica, Paka, Spodnji Dolič, Stenica, Vitanje, Vitanjsko Skomarje.

## Religija
- Andrej Čebul (1758, Ravne na Koroškem – 1839, Vitanje), duhovnik, pisatelj
- Jožef Lipold (1786, Mozirje – 1855, Rečica ob Savinji), ljudski pesnik, pevec, duhovnik, kaplan v Vitanju (1812–1814)
- Anton Martin Slomšek (1800, Uniše – 1862, Maribor), pesnik, nabožni pisatelj, pedagoški delavec, narodni buditelj, teolog, duhovnik, škof, uvedel je ljudske misijone (1854 v Vitanju)
- Josip Dobrnič (1812, Sv. Ema – 1861, Gradec), pisatelj, urednik, duhovnik, kaplan v Vitanju
- Franc Žičkar (1839, Šentjur – 1867, Slivnica pri Celju), prevajalec, duhovnik, kaplan v Vitanju (1863–?)
- Josip Žičkar (1846, Raztez – 1905, Dunaj), politik, duhovnik, župnik v Vitanju (1888–1900); v Vitanju ustanovil bralno društvo, posojilnico in delavsko podporno društvo; dal je prenoviti in poslikati baročno Marijino cerkev »na Hriberci«
- Boguš Goršič (1850, Šalovci – 1887, Gradec), pesnik, duhovnik, kaplan v Vitanju (po 1876)
- Anton Aškerc (1856, Rimske Toplice – 1912, Ljubljana), pesnik, prevajalec, urednik, duhovnik, kaplan v Vitanju (1891–1892)
- Franc Trop (1871, Dobrava – 1926, Rim), glasbenik, duhovnik, kaplan v Vitanju (1898–1900)
- Ivan Markovšek (1873, Teharje – 1916, Maribor), bogoslovni pisatelj, duhovnik, kaplan v Vitanju (1899–1900)
- Alojz Cvikl (1955, Celje –), duhovnik, redovnik, jezuit; služboval kot duhovni pomočnik v Vitanju (2010–2015)

## Umetnost in kultura
- Simon Juda Stupan pl. Ehrenstein (1693, Slovenska Bistrica – ?), slikar, naredil 2 sliki za stranski oltar župnijske cerkve Vitanje (1662)
- Janez Andrej Strauss (1721, Slovenj Gradec – 1783, Slovenj Gradec), slikar, pozlatar, 3 kompozicije v župnijski cerkvi Vitanje
- Giacomo Brollo (1834, Humin, Italija – 1918, Humin, Italija), slikar, slikal v ladji podružnične cerkve v Vitanju (1899)
- Franc Zamlik (1708, Slovenske Konjice – 1758, Slovenske Konjice)
- Ivan Sojč (1879, Ljubnica – 1951, Maribor), kipar

## Šolstvo
- Jakob Lopan (1844, Braslovče – 1897, Celje), šolnik, urednik, učiteljeval v Vitanju (1869–1875)
- Gustav Vodušek (1859, Vitanje – 1937, Trbovlje), učitelj, šolski nadzornik, župan
- Hinko Scheidela (1874, Vitanje – 1912, Zagreb, Hrvaška), šolnik, pedagoški pisec
- Janez Vivod (1926, Spodnji Dolič – 2020), defektolog
- Ivan (Janko) Poklič (1945, Vitanje – 2013, Celje), ravnatelj šole, profesor, pevec, občinski nagrajenec

## Razno
- Benedikt Vivat (1786, Smolnik – 1867, Smolnik), steklar, podjetnik, steklarstva se je naučil na glažuti v Rakovcu nad Vitanjem
- Gustav Kokoschinegg (1837, Vitanje – 1928, ?), odvetnik
- Franc Jankovič (1871, Vitanje – 1934, Maribor), zdravnik, politik
- Herman Potočnik (1892, Pulj – 1929, Dunaj), raketni inženir, častnik, pionir astronavtike, vesoljskih poletov in tehnologij, spominska soba Hermana Potočnika v Vitanju
- Franjo Felicijan (1913, Vitanje – 1994, Slovenske Konjice), lončar, obrtnik, kulturnik, član sokolov
- Avguštin Čerenak (1940, Vitanje –), gasilski častnik, občinski nagrajenec
- Duša Krnel Umek (1946, Pivka –), etnologinja, umetnostna zgodovinarka; sonosilka raziskovalne naloge Etnološka topografija Vitanja (1979)
- Branko Rek (1964, Vitanje –), častnik, vojaški pilot